# Kunvald
Kunvald är en köping i Tjeckien.   Den ligger i distriktet Okres Ústí nad Orlicí och regionen Pardubice, i den östra delen av landet, 150 km öster om huvudstaden Prag. Kunvald ligger 481 meter över havet och antalet invånare är 1 009.
Terrängen runt Kunvald är platt åt sydväst, men åt nordost är den kuperad. Runt Kunvald är det ganska tätbefolkat, med 72 invånare per kvadratkilometer. Närmaste större samhälle är Žamberk, 5,3 km söder om Kunvald. Omgivningarna runt Kunvald är en mosaik av jordbruksmark och naturlig växtlighet.